# اربانه باغ
اربانه باغ روستایی از توابع بخش مرکزی شهرستان جم استان بوشهر در جنوب ایران.
این روستا در دهستان جم قرار دارد و بر اساس سرشماری سال ۱۳۹۵ جمعیت آن کمتر از سه خانوار است.